# Evangelist Johannes (St. Jakob in Plattling)

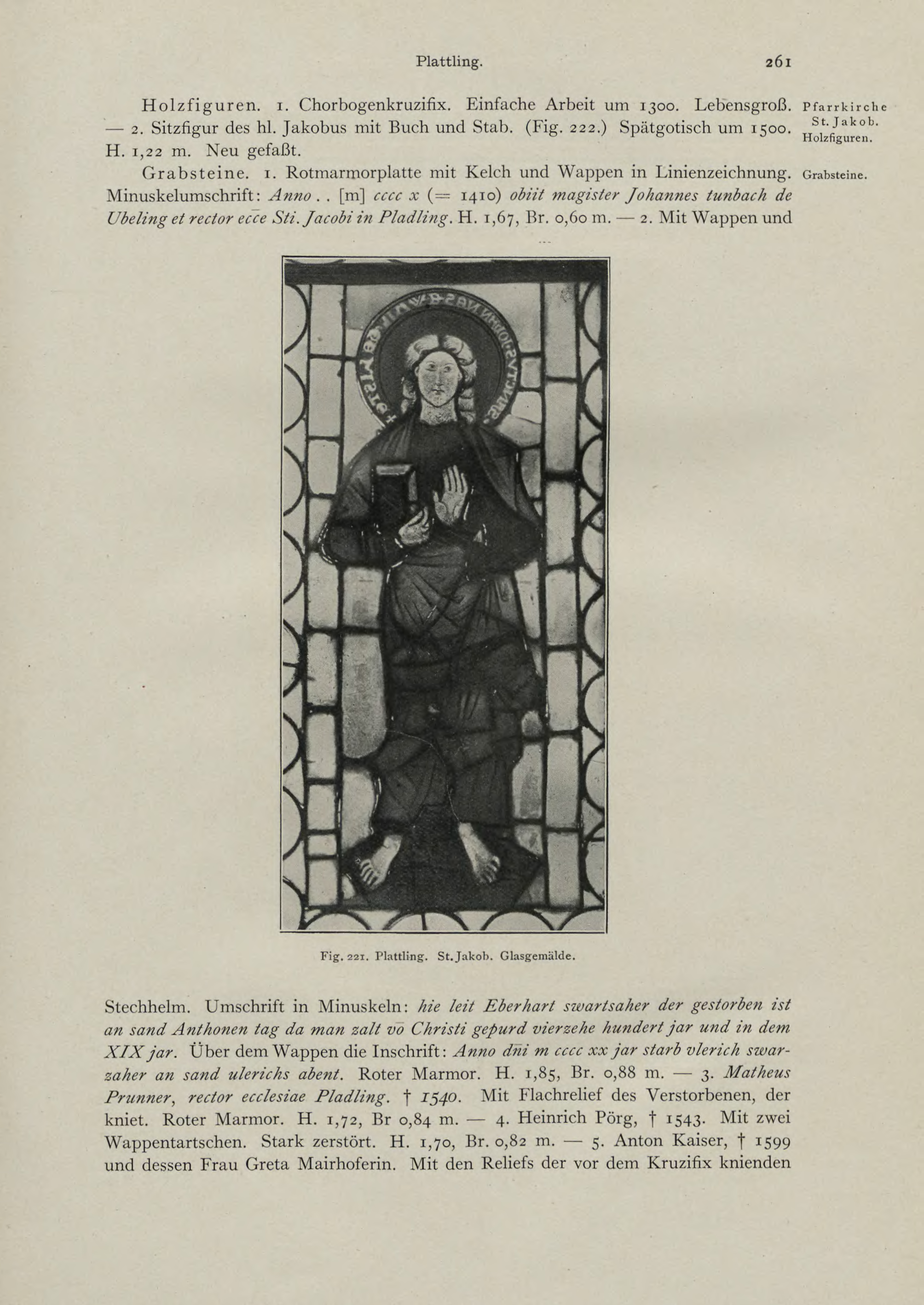
Fenster Evangelist Johannes (Foto aus: Die Kunstdenkmäler von Bayern, 1927)

Das Fenster Evangelist Johannes im Chor der Kirche St. Jakob in Plattling, einer Stadt im niederbayerischen Landkreis Deggendorf, wurde im dritten Viertel des 13. Jahrhunderts geschaffen. Das Original des Bleiglasfensters befindet sich heute im Diözesanmuseum Regensburg, eine Kopie in der Kirche.    
Das gotische Fenster aus einer unbekannten Werkstatt, 72,5 cm hoch und 27 cm breit, stellt den Evangelisten Johannes dar. Der Heiligenschein trägt die Umschrift: „SANCTUS  IOHANNES EWANGELISTE“.
Der Mantel von Johannes ist grün, das Untergewand ist rot. 